# Franekeradeel
Franekeradeel  (frizonă Frentsjerteradiel) este o comună în provincia Frizia, Țările de Jos. 

## Localități componente
Achlum, Boer, Dongjum, Firdgum, Franeker, Herbaijum, Hitzum, Klooster-Lidlum, Oosterbierum, Peins, Pietersbierum, Ried, Schalsum, Sexbierum, Tzum, Tzummarum, Zweins.